# 3463 Kaokuen
3463 Kaokuen eller 1981 XJ2 är en asteroid i huvudbältet som upptäcktes den 3 december 1981 av Purple Mountain-observatoriet i Nanjing, Kina. Den är uppkallad efter nobelpristagaren Charles K. Kao.
Asteroiden har en diameter på ungefär 14 kilometer och den tillhör asteroidgruppen Nysa.